# Адам (Дубец)
Архиепископ Адам (пол. Arcybiskup Adam, в миру Александр Васильевич Дубец, пол. Aleksander Dubec, укр. Олександр Васильович Дубець; 14 августа 1926, село Флёрынка, Польская республика — 24 июля 2016, Санок) — епископ Польской православной церкви, архиепископ Перемышльский и Новосондецкий.

## Биография
Родился 14 августа 1926 года в лемковском селе в Флоринка на Низких Бескидах. Его родители — Василий и Мария были земледельцами. В том же селе ходил в школу. При немецкой оккупации учился в учительской семинарии в Кринице. Как сказано на сайте РИСУ, важным фактором стало его обучение в украинской гимназии в Кринице. Будущий иерарх принадлежал к поколению лемков, которое формировалось в условиях возрождения Православия на Лемковщине.
В 1947 году вместе с односельчанами был выселен в Западную Польшу в ходе операции Висла:

Когда пошли слухи, что украинцев, которые остались, будут переселювати на Ziemie Odzyskane — то есть на западные, понемецкие земли Польши — мы не верили. Тем более, что власть все время твердила, что «Łemków nie będziemy wysiedlać» (лемков не будем выселять). Случилось иначе. Выселение наступило внезапно и неожиданно. Мы оставили все, потому что хозяин может забрать одну или две телеги, которые тянули в большинстве коровами? (лошадей в селе было несколько — забрали немцы, а потом банды). Под конвоем ведут нас к стации Грибов (Grzybów). Смотрим в последний раз на деревню, на засеянные, засажены поля, на дома, на церквушку — сердце разрывается… Одни люди плачут, другие замкнулись в себе, и слова от него не услышишь. Печальная картина, страшно вспоминать… <…>
Поселили нас на землях западных, но там тяжело было жить нам … Я очень тяжело это переносил: другой климат, равнина, то не было такой воды, этих гор… а только пески и комары. Я не мог выдержать того. А кроме того, мы не имели никаких прав, происходила насильственная ассимиляция, мы в дальнейшем были постоянно гонимы. Поэтому после смерти матери я понял, что Церковь является единственным центром, что лелеет и хранит веру, язык, культуру и нацию. Я подумал: может и мне пойти и посвятить себя служению родной Церкви и нашему народу?
Оригинальный текст (укр.)Але повернімося ще до 1947 р. і акції «Вісла». Коли пішли чутки, що українців, які залишились, будуть переселювати на Ziemie Odzyskane – тобто на західні, понімецькі землі Польщі — ми не вірили. Тим більше, що влада цілий час твердила, що «Łemków nie będziemy wysiedlać» (лемків не будемо виселювати). Сталось інакше. Виселення наступило раптово і несподівано. Ми залишили все, бо що господар може забрати на одну чи дві фіри, тягнені в більшості коровами? (коней в селі було кілька – забрали німці, а потім банди). Під конвоєм провадять нас до стації Грибів (Grzybów). Дивимось востаннє на село, на засіяні, засаджені поля, на хати, на церковцю – серце розривається... Одні люди плачуть, другі – замкнулись в собі, і слова від нього не почуєш. Печальна картина, страшно згадувати... <...>

Поселили нас на землях західних, але там тяжко було жити нам ... Я дуже важко це переносив: інший клімат, рівнина, то не було такої води, тих гір…а тільки піски і комарі. Я не міг того витримати. А крім того, ми не мали жодних прав, відбувалась насильна асиміляція, ми надалі були постійно переслідувані. Тому по смерті матері я зрозумів, що Церква є єдиним осередком, що плекає і зберігає віру, мову, культуру і націю. Я собі подумав: може і мені піти і присвятити себе служінню рідній Церкві і нашому народу?

В 1956 году поступил в Варшавскую православную духовную семинарию, которую окончил в 1960 году. После этого поступает в Христианскую богословскую академию в Варшаве, которую оканчивает в 1964 году со степенью магистра богословия за труд «Начатки христианства славянского обряда на территории современной Польши».
30 января 1965 года архиепископом Георгием (Коренистовым) рукоположён во иерея и направлен настоятелем на приход в Высову, а через полгода в Кальникув. С 1966 года благочинный Ряшевского округа. «Не покладая рук тогда о. Александр Дубец, как ряшевський благочинный, убеждал людей возвращаться из костёла в церковь и возрождать жизнь украинской общины».
6 января 1983 года митрополитом Варшавским и всея Польши Василием пострижен в монашество с именем Адам. 19 января 1983 года возведён в достоинство архимандрита.
30 января 1983 года был хиротонисан во епископа Люблинского, викария Варшавской епархии. Хиротонию совершили: митрополит Василий (Дорошкевич), епископы Савва (Грыцуняк) и Симон (Романчук).
29 сентября того же года избран правящим епископом Перемышльским, и занял кафедру 30 октября 1983 года. В 1996 году возведён в сан архиепископа.
Годы архипастырского служения владыки Адама стали временем возрождения церковной жизни на территории епархии, чему способствовали политически-общественные изменения, которые произошли в польском государстве в 1980—1990-е годы и дали новые возможности. Построен ряд новых храмов, все храмы отремонтированы, созданы новые православные приходы и монастыри, построены приходские дома. Весомым фактором стало урегулирование имущественных дел Православной Церкви на территории епархии. Стараниями епископа Адама возобновлено издание «Церковного Календаря» (1985) на украинском языке, начато также другие издательские инициативы, в частности издание квартальника «Антифон». Одним из важнейших событий стало причисление к лику святых уроженца Лемковщины — священномученика Максима Горлицкого в 1994 году. Это была первая канонизация в истории Польской православной церкви. Публиковал свои статьи на церковные темы в «Церковном календаре» и в митрополичьих изданиях Польской православной церкви. Большим событием было также «прославление» чудотворной иконы Божией Матери Саноцкой, которое состоялось в кафедральном соборе в Саноке 7 сентября 1997 года. Под его руководством во всех приходах торжественно праздновали 1000-летия Крещения Руси в 1988 году и 2000-летие Рождества Господа Христова в 2000 году.
В июне 2010 года вступил против строительства памятника Казимиру Пулавскому в деревне Высова, на месте бывших окопов Конфедерации.
Умер 24 июля 2016 года во второй половине дня в больнице в городе Санок. Погребение возглавил 27 июля 2016 в городе Санок митрополита варшавский и всей Польши Савва. После чего тело было перевезено в Крыницу-Здруй и погребено в склепе под церковью святого Владимира Великого.

## Награды
- Орден князя Ярослава Мудрого V степени (Украина) — награждён Президентом Украины Виктором Ющенко во время Лемковской ватры 22 июля 2007 года[14].
- Орден святителя Петра Могилы (Украинская православная церковь (Московский патриархат)) — награждён 9 мая 2010 года в Саноке архиепископом Львовским и Галицким Августином по благословению митрополита Киевского и всея Украины Владимира (Сабодана). Является первым кавалером ордена, нося № 001.
- Орден святого благоверного князя Ярослава Мудрого (Украинская православная церковь (Московский патриархат)) — награждён 14 августа 2011 года по случаю 85-летия архиепископом Львовским и Галицким Августином по благословению митрополита Киевского и всея Украины Владимира[15]